# ハンガリーの空港の一覧
ハンガリーの空港の一覧を示す。

## 空港
| 都市                                    | ICAO | IATA | 空港名                                                           | 地理座標                                                          |
| --------------------------------------- | ---- | ---- | ---------------------------------------------------------------- | ----------------------------------------------------------------- |
| 国際空港                                | ÿ    | ÿ    | ÿ                                                                |                                                                   |
| ブダペスト                              | LHBP | BUD  | リスト・フェレンツ国際空港                                       | 北緯47度26分22秒 東経19度15分43秒 / 北緯47.43944度 東経19.26194度 |
| デブレツェン                            | LHDC | DEB  | デブレツェン国際空港                                             | 北緯47度29分20秒 東経21度36分55秒 / 北緯47.48889度 東経21.61528度 |
| シャールメッレーク                      | LHSM | SOB  | ヘーヴィーズ＝バラトン空港                                       | 北緯46度41分11秒 東経17度09分33秒 / 北緯46.68639度 東経17.15917度 |
| ジェール-ペール                         | LHPR | QGY  | ジェール＝ペール国際空港                                         | 北緯47度37分28秒 東経17度48分49秒 / 北緯47.62444度 東経17.81361度 |
| ペーチ-ポガーニー                       | LHPP | QPJ  | ペーチ＝ポガーニー国際空港                                       | 北緯45度59分27秒 東経18度14分27秒 / 北緯45.99083度 東経18.24083度 |
| 国内空港                                | ÿ    | ÿ    | ÿ                                                                |                                                                   |
| フェルテーセントミクローシュ            | LHFM |      | フェルテーセントミクローシュ空港                                 | 北緯47度34分58秒 東経16度50分43秒 / 北緯47.58278度 東経16.84528度 |
| ニーレジハーザ                          | LHNY |      | ニーレジハーザ空港                                               | 北緯47度59分02秒 東経21度41分32秒 / 北緯47.98389度 東経21.69222度 |
| シオーフォク                            | LHSK |      | シオーフォク＝キリティ空港                                       | 北緯46度51分37秒 東経18度05分37秒 / 北緯46.86028度 東経18.09361度 |
| セゲド                                  | LHUD |      | セゲド空港                                                       | 北緯46度15分03秒 東経20度05分21秒 / 北緯46.25083度 東経20.08917度 |
| 軍用飛行場                              | ÿ    | ÿ    | ÿ                                                                |                                                                   |
| ケチケメート                            | LHKE |      | ケチケメート空軍基地                                             | 北緯46度55分03秒 東経19度44分57秒 / 北緯46.91750度 東経19.74917度 |
| パーパ                                  | LHPA |      | パーパ空軍基地                                                   | 北緯47度21分50秒 東経17度29分50秒 / 北緯47.36389度 東経17.49722度 |
| ソルノク                                | LHSN |      | ソルノク空軍基地                                                 | 北緯47度07分22秒 東経20度14分07秒 / 北緯47.12278度 東経20.23528度 |
| タサール                                | LHTA |      | タサール空軍基地                                                 | 北緯46度23分36秒 東経17度55分06秒 / 北緯46.39333度 東経17.91833度 |
| 非公共空港                              | ÿ    | ÿ    | ÿ                                                                |                                                                   |
| ベーケーシュチャバ                      | LHBC |      | ベーケーシュ空港                                                 | 北緯46度41分00秒 東経21度09分45秒 / 北緯46.68333度 東経21.16250度 |
| ブダケシ                                | LHFH |      | ファルカスヘジ空港                                               | 北緯47度29分23秒 東経18度54分37秒 / 北緯47.48972度 東経18.91028度 |
| ブダエルシュ                            | LHBS |      | ブダエルシュ空港                                                 | 北緯47度26分59秒 東経18度59分13秒 / 北緯47.44972度 東経18.98694度 |
| ブダペスト-ハールマシュハタールヘジ     | LHHH |      | ハールマシュハタールヘジ空港                                     | 北緯47度33分09秒 東経18度58分24秒 / 北緯47.55250度 東経18.97333度 |
| ドゥナケシ                              | LHDK |      | ドゥナケシ空港（Dunakeszi Airport）                              |                                                                   |
| ドゥナウーイヴァーロシュ                | LHDV |      | ドゥナウーイヴァーロシュ空港                                     | 北緯46度53分45秒 東経18度54分50秒 / 北緯46.89583度 東経18.91389度 |
| エゲル                                  | LHER |      | エゲル空港（Eger Airport）                                       |                                                                   |
| エステルゴム                            | LHEM |      | エステルゴム空港                                                 | 北緯47度45分29秒 東経18度43分48秒 / 北緯47.75806度 東経18.73000度 |
| ゲデレー                                | LHGD |      | ゲデレー空港                                                     | 北緯47度34分25秒 東経19度19分57秒 / 北緯47.57361度 東経19.33250度 |
| ジェンジェシュ-Pipishegy                | LHGY |      | ジェンジェシュ空港                                               | 北緯47度48分52秒 東経19度58分36秒 / 北緯47.81444度 東経19.97667度 |
| ジューロー                              | LHGR |      | ジューロー空港                                                   | 北緯47度23分29秒 東経18度45分24秒 / 北緯47.39139度 東経18.75667度 |
| ハイドゥーソボスロー                    | LHHO |      | ハイドゥーソボスロー空港                                         | 北緯47度27分32秒 東経21度23分44秒 / 北緯47.45889度 東経21.39556度 |
| ヤカブサーラーシュ                      | LHJK |      | ヤカブサーラーシュ空港                                           | 北緯46度44分53秒 東経19度36分19秒 / 北緯46.74806度 東経19.60528度 |
| カロチャ                                | LHKA |      | カロチャ空港                                                     | 北緯46度33分15秒 東経18度56分36秒 / 北緯46.55417度 東経18.94333度 |
| カポスーイラク                          | LHKV |      | カポスーイラク空港                                               | 北緯46度23分11秒 東経17度44分01秒 / 北緯46.38639度 東経17.73361度 |
| ケチケード                              | LHKD |      | ケチケード空港                                                   | 北緯47度31分03秒 東経18度19分24秒 / 北緯47.51750度 東経18.32333度 |
| ケチケメート                            | LHMP |      | マトコプスタ空港（Matkópuszta Airport）                          |                                                                   |
| キシュクンフェーレジハーザ              | LHKH |      | キシュクンフェーレジハーザ空港（Kiskunfélegyháza Airport）       |                                                                   |
| キシュクンラチャーザ                    | LHKK |      | キシュクンラチャーザ空港                                         | 北緯47度10分42秒 東経19度04分07秒 / 北緯47.17833度 東経19.06861度 |
| マクラール                              | LHMR |      | マクラール空港（Maklár Airport）                                 |                                                                   |
| ミシュコルツ                            | LHMC | MCQ  | ミシュコルツ空港                                                 | 北緯48度08分16秒 東経20度47分24秒 / 北緯48.13778度 東経20.79000度 |
| ナジカニジャ                            | LHNK |      | ナジカニジャ空港                                                 | 北緯46度25分53秒 東経16度57分29秒 / 北緯46.43139度 東経16.95806度 |
| セーケシュフェヘールヴァール            | LHBD |      | ベルゲンド空港                                                   | 北緯47度07分50秒 東経18度30分00秒 / 北緯47.13056度 東経18.50000度 |
| セクサールド                            | LHOY |      | ウーチェニー空港                                                 | 北緯46度18分27秒 東経18度46分06秒 / 北緯46.30750度 東経18.76833度 |
| センテシュ                              | LHSZ |      | センテシュ空港                                                   | 北緯46度36分42秒 東経20度16分59秒 / 北緯46.61167度 東経20.28306度 |
| ソルノク-サンダセーレーシュ             | LHSS |      | ソルノク＝サンダセーレーシュ空港（Szolnok-Szandaszőlős Airport） |                                                                   |
| ソンバトヘイ                            | LHSY |      | ソンバトヘイ空港                                                 | 北緯47度16分39秒 東経16度37分40秒 / 北緯47.27750度 東経16.62778度 |
| テケル                                  | LHTL |      | テケル空港                                                       | 北緯47度20分42秒 東経18度59分00秒 / 北緯47.34500度 東経18.98333度 |
| ヴェスプレーム-セントキラーイサバドゥヤ | LHSA |      | ヴェスプレーム＝セントキラーイサバドゥヤ空港 (BudaWest Airport)  | 北緯47度05分07秒 東経17度58分10秒 / 北緯47.08528度 東経17.96944度 |
| ザラエゲルセグ-アンドラーシュヒダ       | LHZA |      | ザラエゲルセグ空港                                               | 北緯46度53分03秒 東経16度47分21秒 / 北緯46.88417度 東経16.78917度 |
| ザラカロシュ                            | LHZK |      | ザラカロシュ空港（Zalakaros Airport）                            |                                                                   |